# نوكسيس
نوكسيس، (بالإنجليزية: Nuxis)‏، هي بلدية، في مقاطعة جنوب سردينيا، في إقليم سردينيا الإيطالي، وتقع على بعد حوالي 35 كم (22 ميل) غرب كالياري، وحوالي 20 كم (12 ميل) شرق كاربونيا.

## السكان
في سنة 1861 بلغ عدد السكان 1٬358 نسمة، وتطور العدد ليصل في سنة 2011 لـ 1٬631 نسمة.
يظهر هذا المخطط البياني تطور النمو السكاني لـ نوكسيس